# Johan Christian Fabricius
Johan Christian Fabricius, född 7 januari 1745 i Tønder, död 3 mars 1808 i Kiel, var en dansk zoolog och entomolog, professor i naturhistoria.

## Biografi
Fabricuius studerade vid universiteten i Altona och Köpenhamn samt i Uppsala 1762-64, där han undervisades av Carl von Linné. Han blev 1770 extraordinare professor i Köpenhamn och 1775 professor vid universitetet i Kiel, och publicerade samma år sin berömda Systema Entomologiae, vilken följdes av fler volymer mellan 1792 och 1794, och Entomologiae Systematicae 1798.
Genom sina talrika och noggrant utförda biologiska arbeten nådde Fabricius världsrykte. Framför allt intresserade han sig för insekternas systematik, vilken han grundade på mundelarnas byggnad. Han beskrev ett stort antal nya arter.
I ett av sina arbeten, Philosophia entomologica (1776), berör han emellertid också vad vi nu kallar utvecklingsläran och framhåller, att man i den nutida djurvärlden, människan inräknad, ser resultatet av en långsam utveckling genom årtusenden. Dessa för den tiden (före både Lamarck och Darwin) revolutionerande åsikter framförde han emellertid närmast som randanmärkningar i ett arbete, som huvudsakligen handlade om insekternas systematik, varför de inte fick den uppmärksamhet de förtjänat.
Fabricius samlingar finns bevarade på de naturhistoriska museerna i London, Paris och Kiel. 

Auktorsnamnet J.Fabr. kan användas för Johan Christian Fabricius i samband med ett vetenskapligt namn inom botaniken; se Wikipediaartiklar som länkar till auktorsnamnet. 

Auktorsnamnet Fabricius kan användas för Johan Christian Fabricius i samband med ett vetenskapligt namn inom zoologin; se Wikipedia-artiklar som länkar till auktorsnamnet.

### Privatliv
Johan Christian Fabricius gifte sig 1771 med Anna Cecilie Ambrosius, dotter till en förmögen borgare från Flensburg. De fick två söner, Johann Christian Eduard och Thomas Balthasar som både studerade medicin och blev läkare, samt en dotter, Anna Julie Helene, som dock dog i Kiel 1791, 14 år ung i sviterna efter ett fall på Pont Neuf i Paris året innan.

## Skrifter
- Systema entomologiae sistens insectorum classes, 1775
- Anfangsgründe der oekonomischen Wissenshaflen, 1778
- Philosophia entomologica, 1778
- Genera insectorum; Species insectorum sistens eorum differentians specificas, synonymia, aunctorum, locamatalia, metmorphosis, etc..., 1779
- Species insectorum : exhibentes eorum differentias specificas, synonyma auctorum, loca natalia, metamorphosin, adjectis observationibus, descriptionibus, 2 band, 1781
- Entomologia systematica emendata et aucta : Secundun classes, ordines, genera, species, adjectis synonimis, locis, observationibus, descriptionibus, 5 band, 1798
- Systema antliatorum, 1805